# Salinixanthine
La salinixanthine est un glycoside acyle caroténoïde en C40 de formule chimique C61H92O9.
Elle est principalement produit par la bactérie halophile Salinibacter ruber. Elle sert d'antenne de captage de lumière dans la pompe à protons rétinienne xanthorhodopsine, améliorant ainsi la capacité de la protéine à capter les photons dans le spectre bleu-vert (470–540 nm).
La salinixanthine et la bactériorubérine sont des caroténoïdes d'archées et de bactéries extrêmement halophiles.